# Merenius plumosus
Merenius plumosus är en spindelart som beskrevs av Simon 1910. Merenius plumosus ingår i släktet Merenius och familjen flinkspindlar.
Artens utbredningsområde är Guinea-Bissau. Inga underarter finns listade i Catalogue of Life.